# 8,8 cm KwK 43
KwK 43 L/71 (нім. 8,8 cm Kampfwagenkanone 43 L/71) — 88 мм танкова гармата з довжиною ствола у 71 калібр розробки компанії Krupp, що стояла на озброєнні Вермахту під час Другої світової війни. Вона була основним озброєнням танка Panzerkampfwagen VI Ausf. B Tiger II, а протитанкова гармата PaK 43 була подібна до неї за конструкцією і використанням та встановлювалася вона на винищувачі танків або використовувалася як протитанкова.

## Розробка і виробництво

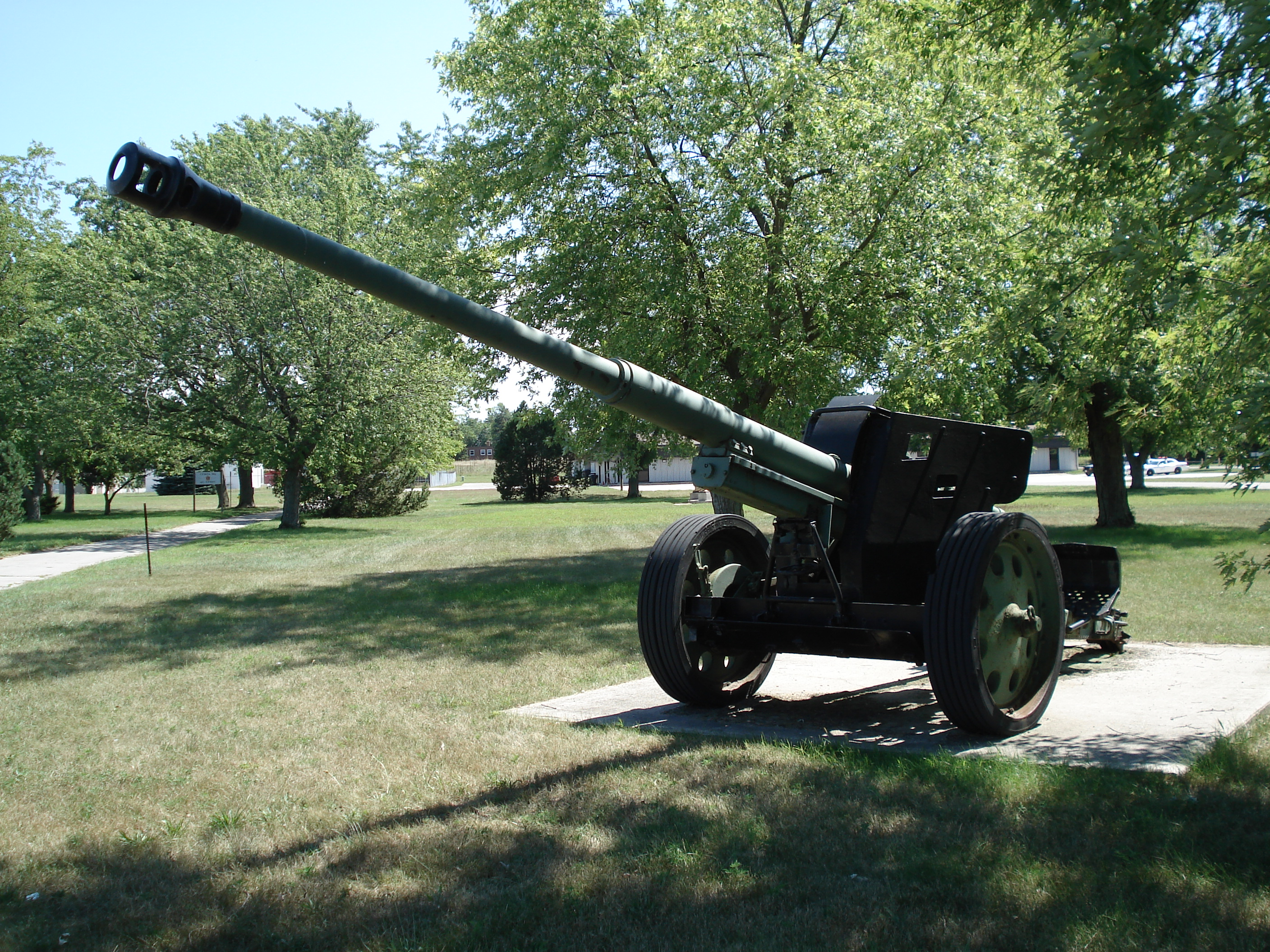
PaK 43/41 на авіабазі Борден.

При довжині 6,24 м (20,5 фут) ствола KwK 43, вона була на 1,3 метра довша за гармату 8,8 см KwK 36 L/56 яку встановлювали на танк Tiger I. Набій у KwK 43 був також довший (82,2 см) і ширший ніж KwK 36, через, що KwK 43 потребувала більше місця для важчого заряду ніж у KwK 36. Усі гармати серії PaK/KwK 43 могли використовувати однакові боєприпаси.
Спочатку KwK 43 та PaK 43 випускали з моноблочними стволами. Проте, через великі дулову швидкість і робочий тиск, ствол гармати швидко зношувався. В результаті виробники внесли зміни до PaK/KwK 43 зробивши ствол з двох частин. Це не вплинуло на продуктивність гармати, але заміна зношеного ствола стала швидкою і простою.
Крім того, з ростом робочого тиску з'явилася потреба у новому бронебійному снаряді. Результатом цього стала поява снаряда PzGr.39/43 APCBC-HE, який був схожий на старого 10,2 кілограмового снаряда PzGr.39-1 APCBC-HE, який використовували на гарматах 8,8 см KwK 36 та PaK 43, різниця була лише у ширших напрямних поясків. Ширші напрямні пояски PzGr.39/43 через, що вага снаряда збільшилася до 10,4 кг. Проте, до повного переходу на новий снаряд PzGr.39/43, використовували старі снаряди PzGr.39-1. Було припущення, що через вужчі смужки на снарядах PzGr.39-1 можуть привести до втрати тиску. Новим PzGr.39/43 можна було стріляти без втрати тиску до зносу ствола без обмежень.
PzGr.39-1 FES & Al повна вага: 10,2 кг (9,87 кг без детонатора та запалювального заряду)
PzGr.39/43 FES & Al повна вага: 10,4 кг (10,06 кг без детонатора та запалювального заряду)
Такий самий 278-грамовий BdZ 5127 детонатор та 59-грамовий запалювальний заряд з аматолу використовували для обох типів снарядів (PzGr.39-1 & PzGr.39/43), що дозволяло пробивати броню товщиною 30 мм або товще для запалювання після пробиття.

## Використання
Гармата 8,8 см KwK була найпотужнішою гарматою німецького вермахту, яку використовували у великій кількості. На великій кількості бронетехніки було встановлено цю гармату під різними назвами:
- Важкий танк: Panzerkampfwagen VI Tiger II (KwK 43),
- Самохідна артилерійська установка: Nashorn (PaK 43/1)
- Винищувачі танків: Jagdpanzer Ferdinand/Elefant (PaK 43/2) та Jagdpanther (PaK 43/3 та 43/4).

## Продуктивність

### Точність
Ентц писав «Ці таблиці точності засновані на припущеннях, що фактичний діапазон для цілі був правильно визначений і що розподіл попадань зосереджено на прицільній точці. У першому стовпчику показана точність, отримана під час контрольної стрільби, щоб визначити характер розсіювання. Цифри у другому стовпчику містять відхилення, очікувані під час тренувань через різницю між гарматами, боєприпасами та артилеристами. Ці таблиці точності не відображають фактичну імовірність ураження цілі на полі бою. Через помилки при оцінці діапазону та багатьох інших факторів імовірність першого удару виявилася значно нижчою, ніж показано в цих таблицях. Проте середній, спокійний стрілець, після відстеження трасера після першого пострілу, міг досягти точності, вказаної у другому стовпчику.».

### PzGr. 39/43 (APCBC-HE)

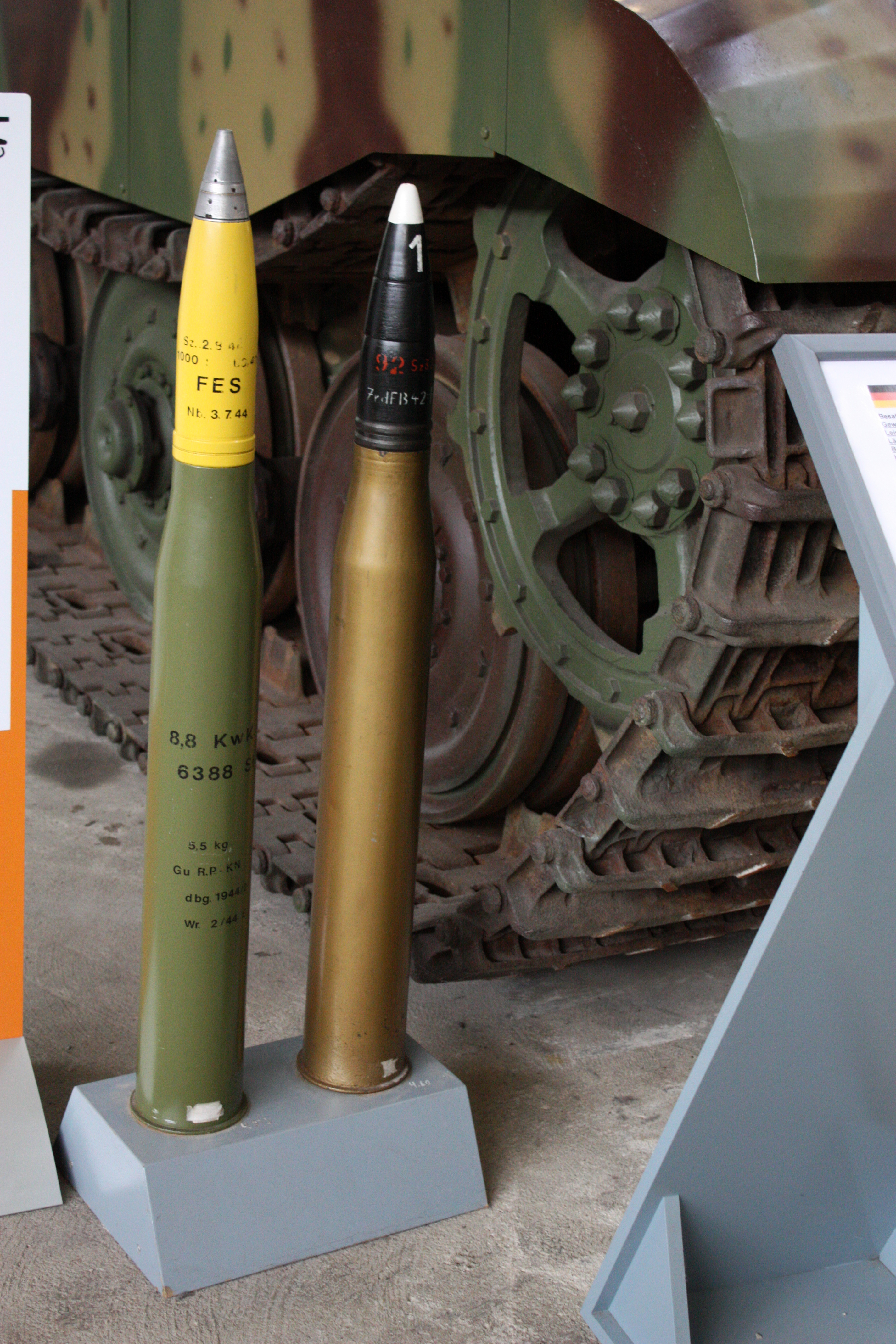
88×822 мм R унітарний снаряд з гранатою

- Тип: Бронебійний снаряд з бронебійним наконечником — фугасний
- Вага снаряду: 10,40 кг (22,9 фунт)
- Дулова швидкість: 1 000 м/с (3 300 фут/с)

| Відстань у метрах | Бронепробиття у міліметрах | Ймовірність пробиття цілі 2,5 м x 2 м у відсотках | Ймовірність пробиття цілі 2,5 м x 2 м у відсотках |
| Відстань у метрах | Бронепробиття у міліметрах | 1                                                 | 2                                                 |
| ----------------- | -------------------------- | ------------------------------------------------- | ------------------------------------------------- |
| 100               | 202                        | 100                                               | 100                                               |
| 500               | 185                        | 100                                               | 100                                               |
| 1000              | 165                        | 100                                               | 85                                                |
| 1500              | 148                        | 95                                                | 61                                                |
| 2000              | 132                        | 85                                                | 43                                                |
| 2500              | n/a                        | 74                                                | 30                                                |
| 3000              | n/a                        | 61                                                | 23                                                |
| 3500              | n/a                        | 51                                                | 17                                                |
| 4000              | n/a                        | 42                                                | 13                                                |

### PzGr. 40/43 (APCR)
- Тип: Бронебійний підкаліберний з цільним піддоном
- Вага снаряда: 7,30 кг (16,1 фунт)
- Дулова швидкість: 1 130 м/с (3 700 фут/с)

| Відстань у метрах | Бронепробиття у міліметрах | Ймовірність пробиття цілі 2,5 м x 2 м у відсотках | Ймовірність пробиття цілі 2,5 м x 2 м у відсотках |
| Відстань у метрах | Бронепробиття у міліметрах | 1                                                 | 2                                                 |
| ----------------- | -------------------------- | ------------------------------------------------- | ------------------------------------------------- |
| 100               | 238                        | 100                                               | 100                                               |
| 500               | 217                        | 100                                               | 100                                               |
| 1000              | 193                        | 100                                               | 89                                                |
| 1500              | 171                        | 97                                                | 66                                                |
| 2000              | 153                        | 89                                                | 47                                                |
| 2500              | n/a                        | 78                                                | 34                                                |
| 3000              | n/a                        | 66                                                | 25                                                |

### Gr. 39/3 HL (Кумулятивний)
- Тип: Кумулятивний снаряд
- Вага снаряда: 7,65 кг (16,9 фунт)
- Дулова швидкість: 600 м/с (2 000 фут/с)
- Бронепробиття: 90 мм (30 градусів)

## Порівняння бронепробиття
| Тип боєприпасу      | Дулова швидкість (м/с)  | Бронепробиття (мм) | Бронепробиття (мм) | Бронепробиття (мм) | Бронепробиття (мм) | Бронепробиття (мм) | Бронепробиття (мм) | Бронепробиття (мм) | Бронепробиття (мм) | Бронепробиття (мм) | Бронепробиття (мм) | Бронепробиття (мм) |
| Тип боєприпасу      | Дулова швидкість (м/с)  | 100 м              | 250 м              | 500 м              | 750 м              | 1000 м             | 1250 м             | 1500 м             | 2000 м             | 2500 м             | 3000 м             |                    |
| ------------------- | ----------------------- | ------------------ | ------------------ | ------------------ | ------------------ | ------------------ | ------------------ | ------------------ | ------------------ | ------------------ | ------------------ | ------------------ |
| PzGr. 39/43 (APCBC) | 1 000 м/с (3 300 фут/с) | 232                | 227                | 219                | 211                | 204                | 196                | 190                | 176                | 164                | 153                |                    |
| PzGr. 40/43 (APCR)  | 1 130 м/с (3 700 фут/с) | 304                | 296                | 282                | 269                | 257                | 245                | 234                | 213                | 194                | 177                |                    |
| Gr. 39/3 HL (HEAT)  | 600 м/с (2 000 фут/с)   | 110                | 110                | 110                | 110                | 110                | 110                | 110                | 110                | 110                | 110                |                    |

## Протитанкова гармата
Версія протитанкової гармати 8,8 см KwK 43 була відома як 8,8 см PaK 43. Таку ж назву використовували й для версій які встановлювалися на різні винищувачі танків, такі як Jagdpanther, Hornisse/Nashorn та Ferdinand/Elefant. Nashorn став першою машиною на яку встановили гармати серії KwK/PaK 43. Серія охоплювала: PaK 43 (хрестоподібна установка), PaK 43/41 (двоколісний лафет з розкладними станинами), PaK 43/1 (Nashorn) та PaK 43/2 (Ferdinand/Elefant), усі з моноблочними стволами; PaK 43/3 та 43/4 (Jagdpanther) зі стволом який складався з двох частин і KwK 43 (Tiger II) зі стволом з двох частин.

Бронетехніка з гарматою 8,8-см
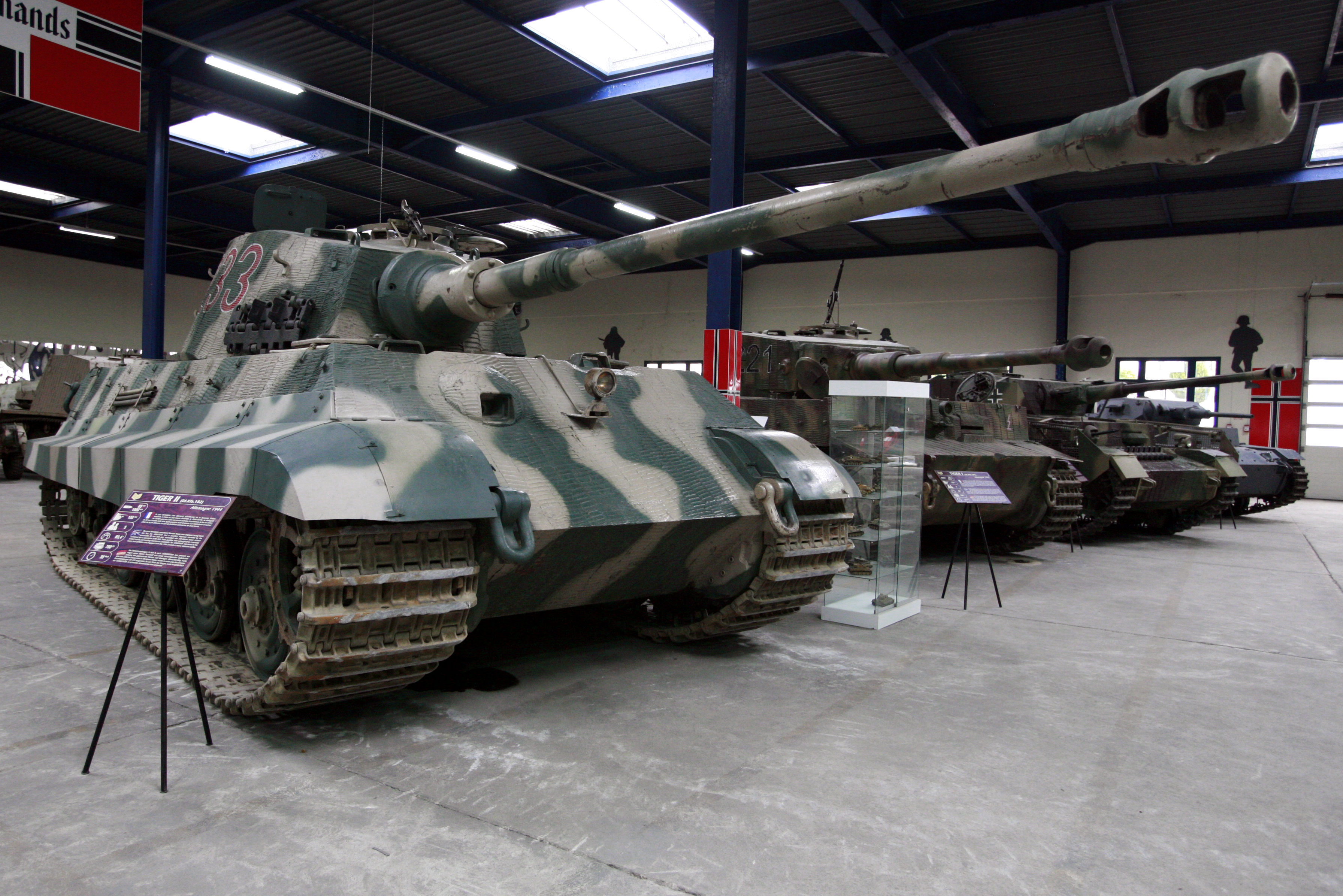
„Tiger II“ з KwK
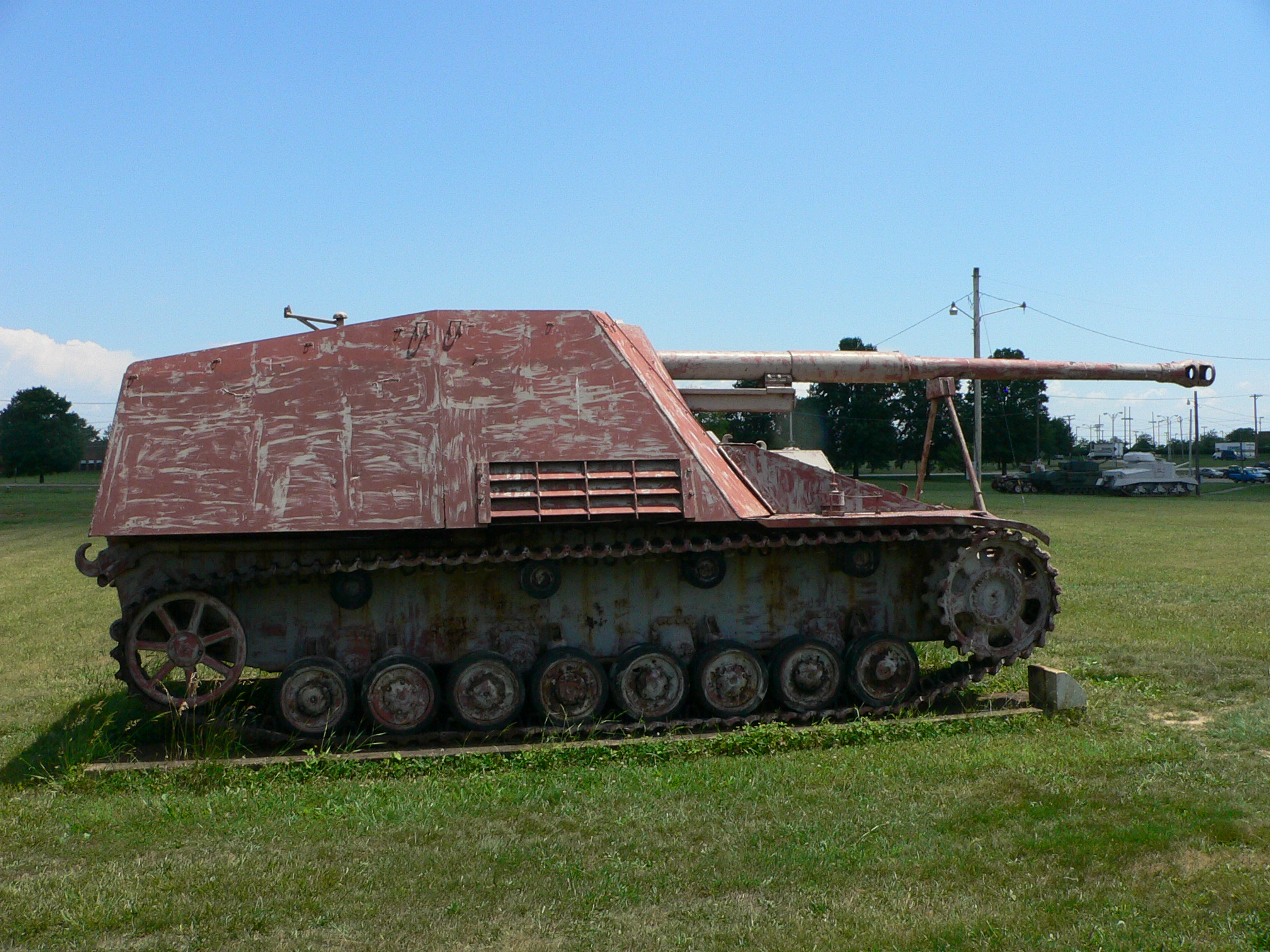
„Nashorn“ з PaK
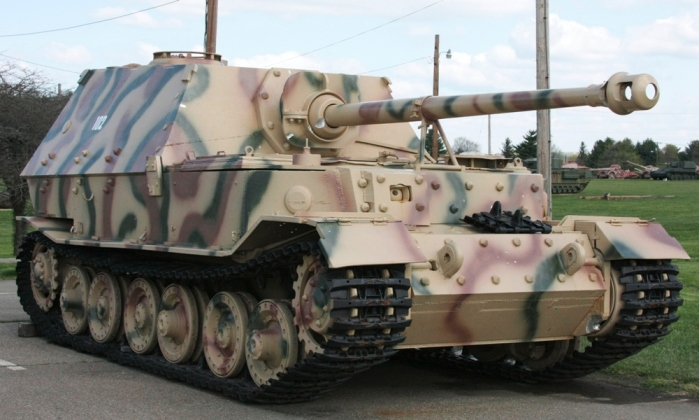
„Ferdinand/Elefant“ з PjK
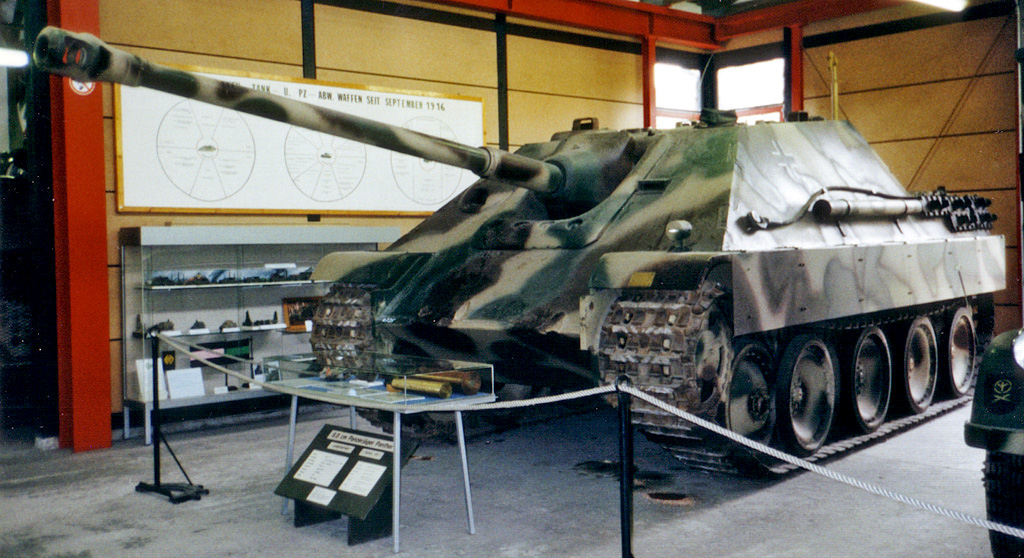
„Jagdpanther“ з PjK

### Зброя схожа за використанням, продуктивністю та ерою
- Британська Ordnance QF 17 pounder
- Радянська 100 мм Д-10Т
- США 90 mm T15E1/T15E2